# Allodape greatheadi
Allodape greatheadi är en biart som beskrevs av Michener 1970. Allodape greatheadi ingår i släktet Allodape och familjen långtungebin. Inga underarter finns listade i Catalogue of Life.